# Ordine Nuovo
Ordine Nuovo var en italiensk nyfascistisk terrororganisation kulturel og udenomsparlamentarisk organisation, som blev grundlagt af Pino Rauti i 1956. Organisationen stod bag en række terrorangreb i Italien, blandt andet Bologna-massakren i 1980 på hovedbanegården i Bologna, hvor 85 mennesker blev dræbt.